# 宋岱
宋岱（？—），香港电影公司银都机构有限公司现任董事长，经济学硕士和高级经济师，中国共产党党员。

## 生平
1993年他加入西安电影制片厂，曾担任西影厂副厂长和西影股份有限公司总经理。2005年，他被调到香港工作，开始担任银都机构有限公司的董事长兼总经理。
目前他担任的社会职务与头衔有：中国电影制片人协会副理事长，中国电影海外保护协会副理事长，香港电影制作发行协会副理事长，香港华南电影工作者联合会荣誉副会长。